# Jacob Tullin Thams
Jacob Tullin Thams   (Christiania, 7 d'abril de 1898 - Oslo, 27 de juliol de 1954) va ser un saltador amb esquís i regatista noruec que va competir durant la dècada de 1920 i 1930. Fou el segon esportista en guanyar una medalla en uns Jocs Olímpics d'Hivern i d'estiu en esports diferents.
El 1924 va prendre part en els Jocs Olímpics de Chamonix, on guanyà la medalla d'or en la prova de salt amb esquís. Quatre anys més tard, als Jocs de Sankt Moritz, fou vint-i-vuitè en la mateixa prova.
El 1926 guanyà el Campionat del Món d'esquí nòrdic a Lahti.
Posteriorment, el 1936, va prendre part en els Jocs Olímpics d'Estiu de Berlín, on va disputar la prova dels 8 metres del programa de vela. En ella guanyà la medalla de plata, convertint-se en el segon esportista en guanyar una medalla en uns Jocs Olímpics d'Hivern i uns d'estiu, després que Eddie Eagan guanyés l'or en el pes semipesant de boxa als Jocs d'estiu d'Anvers i el 1932, als Jocs d'hivern de Lake Placid, guanyés l'or en la prova de bobs a quatre.